# Bertalan–Hosszúfalu-vasútvonal

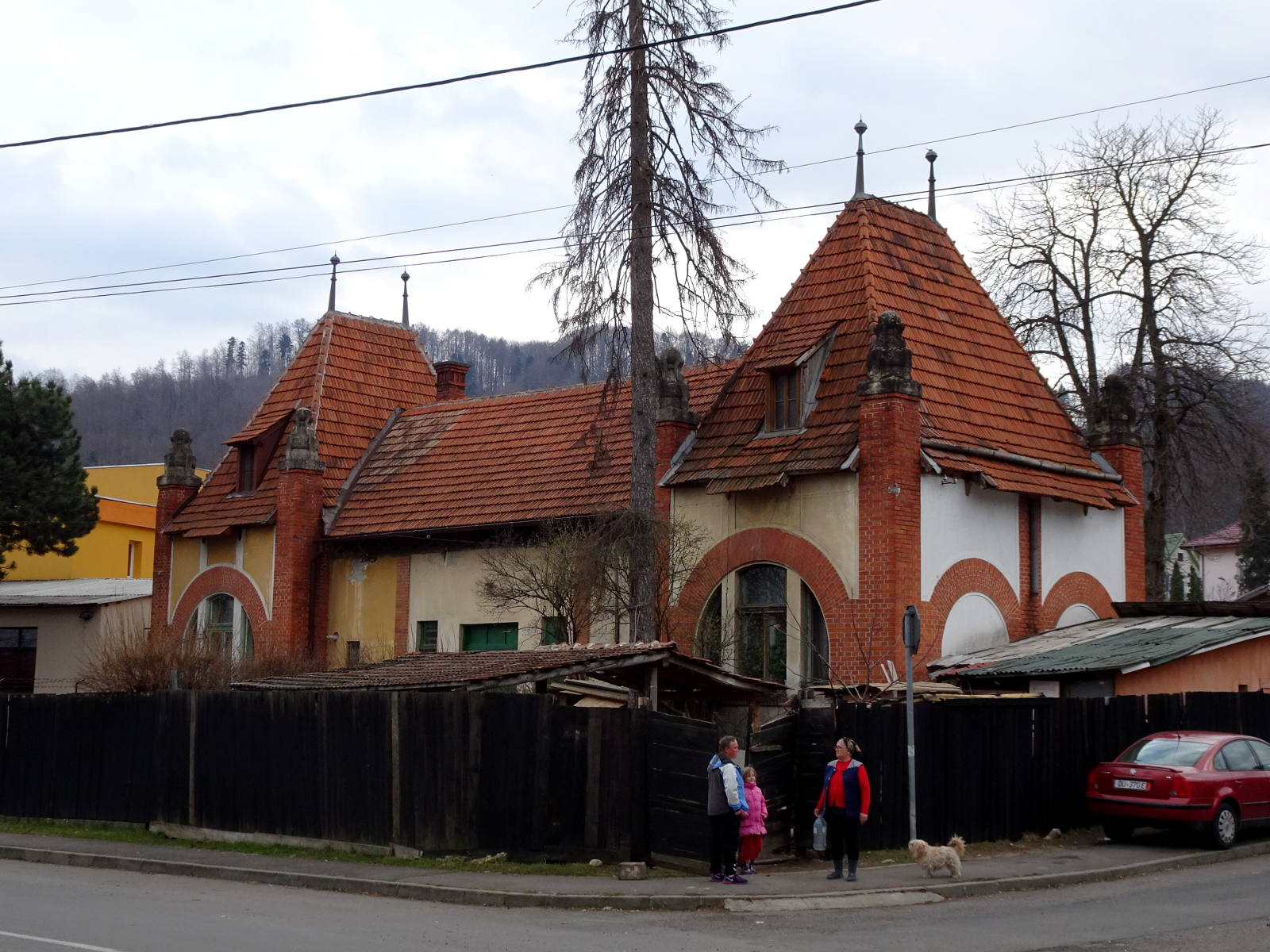
A Noa nyaraló állomás épülete, ma lakóház

A Bertalan–Hosszúfalu-vasútvonal egy 1892-ben megnyitott normál nyomtávolságú városi–elővárosi vasút volt, mely összeköttetést teremtett Brassó központja, Brassó két pályaudvara, és Négyfalu között. Építője a budapesti székhelyű Brassó–Háromszéki HÉV (BHHÉV) volt, és az 1948-as román államosításig a város tulajdonát képezte. A köznyelvben tramvájnak és sárga villamosnak is nevezték (annak ellenére, hogy soha nem volt villamosítva), később pedig csángó expressznek. A város terjeszkedésével és a közlekedés fejlődésével néhány évtized alatt idejétmúlttá vált; később főleg iparvasútként használták, és 1927–1989 között fokozatosan felszámolták.

## Története
A 19. század végén Brassóban egyre égetőbb szükség volt a tömegközlekedés kifejlesztésére. 1887-ben a megye közigazgatási bizottsága elfogadta gróf hídvégi Nemes János javaslatát a városból kiinduló, normál nyomtávú vasútra. Az építési munkálatokat 1890-ben kezdték, kivitelezője a budapesti Smreker és Arnoldy cég, költsége kilométerenként 52 632 forint volt. Az építés során lebontották az 1838-ban épült Kolostor utcai kaput, ugyanis a mozdonyok nem fértek át alatta. A próbautak 1891 decemberében kezdődtek, a tényleges megnyitásra pedig 1892. március 7-én került sor.
A megnyitástól 1897. március 10-éig a MÁV kezelésében volt, majd a város tulajdonába került. Trianon után a román CFPBS (Căi Ferate Particulare Brașov–Satulung) üzemeltette. 1934-ben csőd fenyegette, így 1936-ban átvette az újonnan alapított CFLB (Căi Ferate Locale Brașov) részvénytársaság. 1948-ban államosították és a CFR-hez került.
Brassó fejlődése és az autók elterjedése következtében a város központi sugárútjain közlekedő vasút akadályozni kezdte a forgalmat, és sokan panaszkodtak a zajra és a szennyezésre is. 1927-ben felszámolták a Kolostor utcai, 1933-ban a Hosszú utcai, 1938-ban pedig a Rezső körúti pályaszakaszt; az új brassói végállomás a Strungul (korábban Schiel elágazás) lett.
A Brassó–Hosszúfalu vonalon végül 1957-ben szüntették meg a személyszállítást, helyette autóbuszjáratot hoztak létre. 1960-ra a sínek nagy részét felszedték, csak néhány ipari összeköttetés maradt meg, melyeket 1989-ig felszámoltak. A mozdonyokból és a vagonokból egy sem maradt fenn.

## Leírása
Kezdetben naponta két pár, míg 1908-ban már 13 pár, 1935-ben 18 pár gőz- és autómotor-vontatású személyszállító szerelvény közlekedett. A mozdonyok két-három (csúcsidőben akár öt-hét), egyenként 20-30 férőhelyes, sárga színű vagont vontattak. A vasút a bertalani pályaudvarról indult, érintette a Főteret, majd a Csigadombot (a Cenk melletti magaslatot) megkerülve folytatta útját Derestye és Négyfalu felé. A pálya egy sínpárból állt, Derestye és Noa állomásokon kitérők tették lehetővé a kétirányú közlekedést.
A vasút három helyen kapcsolódott a MÁV (később CFR) fővonalhoz: a bertalani pályaudvarnál, Brassó főpályaudvaránál (ez akkoriban a Toamnei és a Hărmanului utcák kereszteződésénél, a jelenlegi CEC-épület helyén volt), és a derestyei kereszteződésnél.
A vasút áruszállítást is lebonyolított; kezdettől fogva megállói voltak többek között a Scherg (később Carpatex) posztógyárnál, a Schiel (később Strungul, majd Hidromecanica) gépgyárnál, a Kocsis (később Bârsana) deszkagyárnál, és a Kügler (később Temelia) cementgyárnál, melyek termékeit a főpályaudvarra szállította. Az északi szárny 1933-as felszámolása és az újonnan létesült gyárak ipari összeköttetéseinek létesítése következtében a vasút mindinkább ipari jelleget öltött.
1941-ben az utasforgalom évi 1,6 millió fő (napi 4000–4500 utas), az áruforgalom évi 110 ezer tonna (napi 20–25 vagon) volt.

### Járművek
A vonalon 1948-ig az alábbi mozdonyokat használták:
- BHÉV 5 sorozat (1891–92-től 3 darab, 1911-től illetve 1916-tól még 2 darab)
- MÁV VIIa (1894-től, 2 darab)
- BCmot VIIa és BCmot VIIc (1904-től, 2 illetve 2 darab)
- BCmot és BCmot 350 (1935–40-től, 1 illetve 3 darab)

Az 1948-as államosítást követően a régi szerelvényeket kivonták a forgalomból, helyettük 4 darab CFR 375 és CFR 376 mozdonyt, és új vagonokat hoztak.
A személyszállítás megszüntetése után, 1960-tól a megmaradt ipari vágányokon CFR 50.000, 1970-től CFR LDH 125 mozdonyok teljesítettek szolgálatot.

## Érdekességek
Az 1916-os román offenzíva kezdetével Brassó magyar és szász civil lakossága a betöréstől védettebb belső területek felé menekült, főként vasúton. Ebből az alkalomból a Bertalan–Hosszúfalu-vasútvonal gördülőállományát is felhasználták, és a vagonjaiból összeállított szerelvény egészen Ipolyságig eljutott.